# Sekundární buněčná stěna

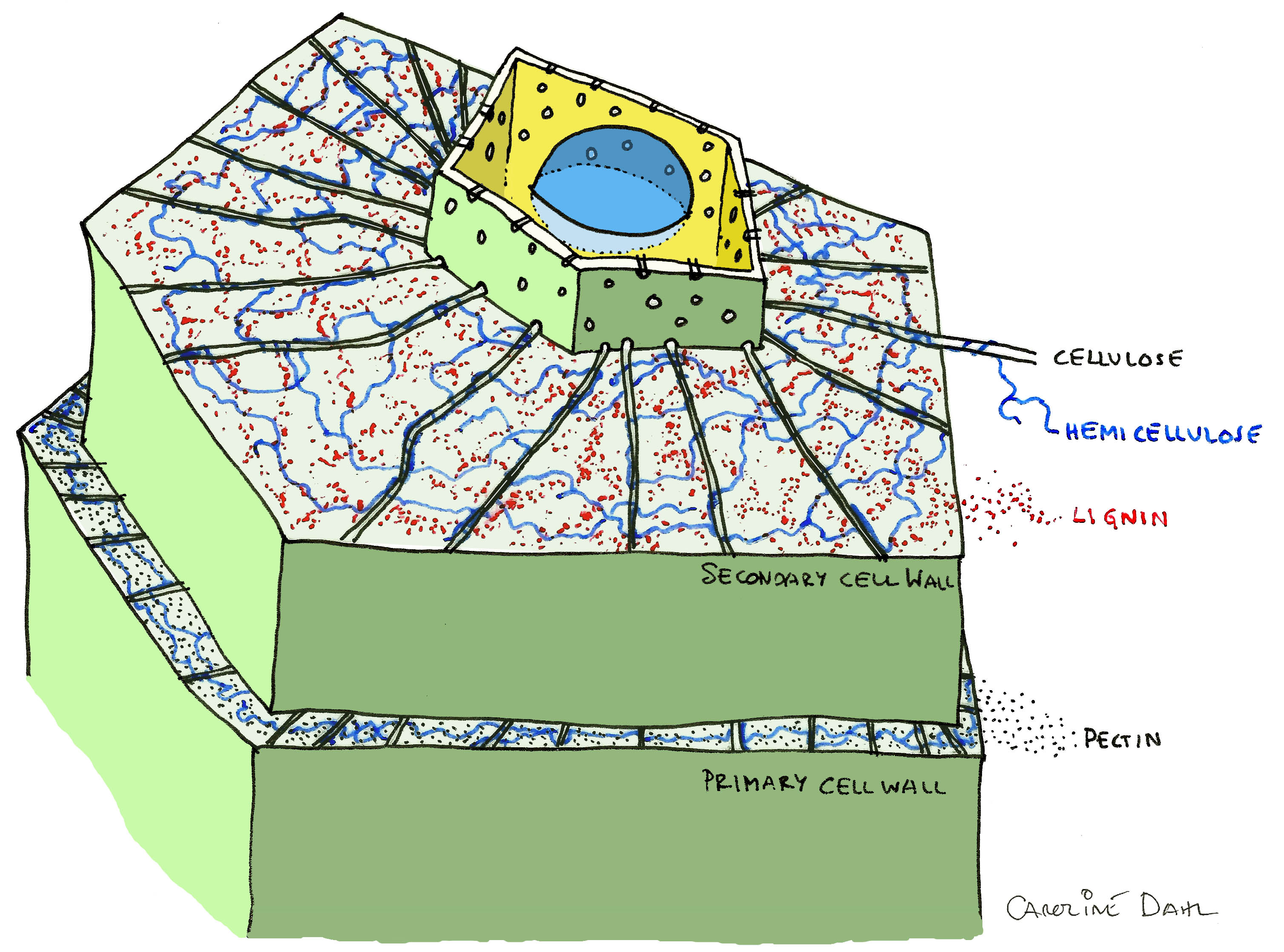
Rostlinná buňka s primárními a sekundárními stěnami

Sekundární buněčná stěna se vytváří na vnitřní straně primární stěny (blíže k plazmatické membráně) u buněk, jejichž růst byl ukončen. Sekundární stěna tvoří hlavně mechanickou oporu případně bariéru pro průnik látek. Ukládá se ve vrstvách – lamelách. Rovněž je tvořena celulózovými mikrofibrilami a dalšími polysacharidy, bývá impregnována ligninem, suberinem, kutinem či vosky.
Dřevo se skládá převážně ze sekundárních buněčných stěn, které pomáhají působit proti gravitačním silám.